# Việt Nam tại Thế vận hội Người khuyết tật Mùa hè 2008
Việt Nam đã thi đấu tại Thế vận hội Người khuyết tật Mùa hè 2008 ở Bắc Kinh. Đất nước này được đại diện bởi 9 vận động viên, thi đấu trong các môn cử tạ nằm ngang, điền kinh, bơi và judo. Hai trong số các vận động viên, lực sĩ cử tạ nằm ngang Đinh Thị Ngà và Lê Văn Công, đủ điều kiện cho Paralympics thông qua các buổi trình diễn của họ tại các giải đấu quốc tế, trong khi bảy thành viên đội tuyển khác trong đội được tham dự nhờ suất ưu tiên. Trưởng đoàn là Vũ Thế Phiệt. Nhóm rời đi Bắc Kinh sau một buổi lễ khởi hành vào ngày 22 tháng 8 tại Hà Nội.

## Môn thể thao

### Điền kinh

#### Nam
| Vận động viên | Loại | Nội dung | Chặng đua | Chặng đua | Bán kết        | Bán kết        | Chung kết      | Chung kết      |
| Vận động viên | Loại | Nội dung | Kết quả   | Hạng      | Kết quả        | Hạng           | Kết quả        | Hạng           |
| ------------- | ---- | -------- | --------- | --------- | -------------- | -------------- | -------------- | -------------- |
| Đào Văn Cường | T11  | 100m     | 12,14     | 20        | Không vượt qua | Không vượt qua | Không vượt qua | Không vượt qua |
| Đào Văn Cường | T11  | 200m     | 24,56     | 16        | Không vượt qua | Không vượt qua | Không vượt qua | Không vượt qua |
| Đào Văn Cường | T11  | 400m     | 54,38     | 7 q       | 54,36          | 8              | Không vượt qua | Không vượt qua |

#### Nữ
| Vận động viên         | Loại   | Nội dung | Chặng đua | Chặng đua | Chung kết      | Chung kết      |
| Vận động viên         | Loại   | Nội dung | Kết quả   | Hạng      | Kết quả        | Hạng           |
| --------------------- | ------ | -------- | --------- | --------- | -------------- | -------------- |
| Nguyễn Thị Hải        | F57-58 | Ném đĩa  | —         | —         | 28,04          | 9              |
| Nguyễn Thị Hải        | F57-58 | Ném lao  | —         | —         | 25,60          | 7              |
| Nguyễn Thị Hải        | F57-58 | Đẩy tạ   | —         | —         | 7,60           | 12             |
| Nguyễn Thị Thanh Thảo | T53    | 100m     | 19,80     | 12        | Không vượt qua | Không vượt qua |
| Nguyễn Thị Thanh Thảo | T53    | 200m     | 36,92     | 13        | Không vượt qua | Không vượt qua |
| Nguyễn Thị Thanh Thảo | T53    | 400m     | 1:08,75   | 10        | Không vượt qua | Không vượt qua |

### Judo
| Vận động viên  | Nội dung | Vòng 1                                | Bán kết         | Vòng vé vớt                     | Chung kết/ Tranh huy chương đồng |
| Vận động viên  | Nội dung | Đối thủ Kết quả                       | Đối thủ Kết quả | Đối thủ Kết quả                 | Đối thủ Kết quả                  |
| -------------- | -------- | ------------------------------------- | --------------- | ------------------------------- | -------------------------------- |
| Triệu Thị Nhỏi | 52kg nữ  | Aurieres-Martinet (FRA) · L 0000–1000 | —               | S Hernandez (ESP) · L 0000-0200 | Không vượt qua                   |

### Cử tạ nằm ngang

#### Nam
| Vận động viên | Nội dung | Kết quả | Hạng |
| ------------- | -------- | ------- | ---- |
| Lê Văn Công   | 48kg     | NMR     | NMR  |

#### Nữ
| Vận động viên         | Nội dung | Kết quả | Hạng |
| --------------------- | -------- | ------- | ---- |
| Châu Hoàng Tuyết Loan | 48kg     | 100,0   | 4    |
| Đinh Thị Ngà          | 52kg     | 92,5    | 4    |

### Bơi lội
| Vận động viên      | Nội dung                         | Chặng đua  | Chặng đua | Chung kết      | Chung kết      |
| Vận động viên      | Nội dung                         | Thời lượng | Hạng      | Thời lượng     | Hạng           |
| ------------------ | -------------------------------- | ---------- | --------- | -------------- | -------------- |
| Nguyễn Quang Vương | 100m bơi ếch hạng thương tật SB8 | 1:23,46    | 11        | Không vượt qua | Không vượt qua |